# 바나나 (종)

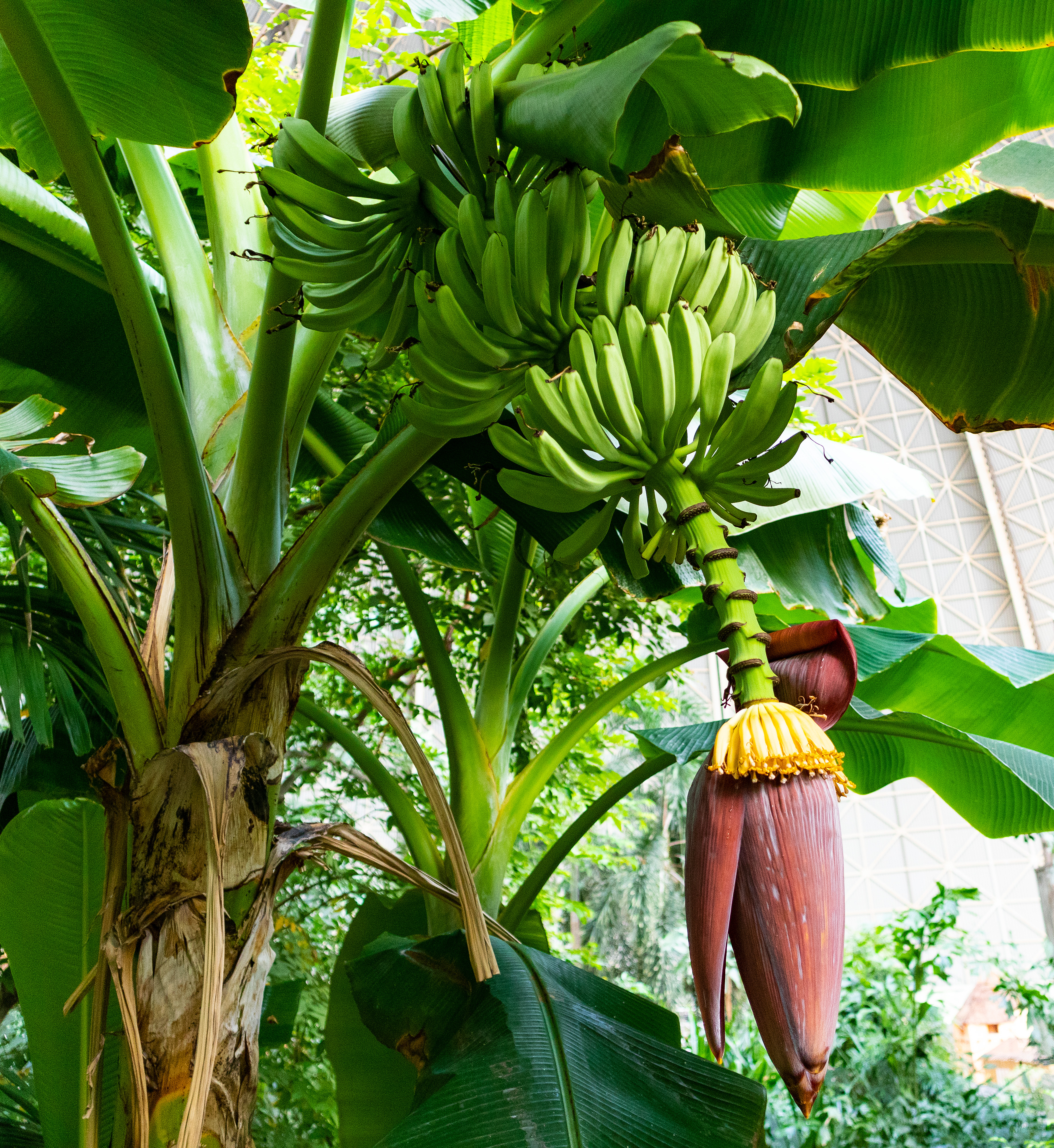

바나나(banana, 학명: Musa × paradisiaca)는 무사 아쿠미나타와 무사 발비시아나의 잡종이다. 인도 원산으로 열대지방에서 널리 재배하고 국내에서는 남부의 비닐 온실에서 재배한다. 높이는 2-10m 정도이며 뿌리에는 정착근과 영양근이 있다. 줄기는 잎집이 서로 싸서 만들어진 위경(僞莖)으로, 위쪽 끝에서 잎새가 뭉쳐서 나오며 꽃자루는 엽총의 기부에서 나온다. 이때 직립성의 꽃차례를 달고 있는 페이바나나를 제외한 모든 종은, 엽총의 기부에서 나와 자라남에 따라 꽃자루는 밑으로 늘어지고, 그 앞끝에 턱잎이 달려 있어 앞 끝부분의 꽃을 감싼다. 꽃은 각 턱잎의 겨드랑이에 2단으로 나란히 나 있다. 그 꽃차례의 기부에는 암꽃, 중앙에는 양성화, 앞에는 수꽃이 달린다. 수꽃에는 수술 5개, 암꽃에는 암술 1개이고, 씨방은 3개이다. 열매는 야생형에 많은 종자가 달리지만, 재배형은 종자가 거의 없다. 종자는 검은 회색, 편구형이며 지름은 3-4mm이다. 각 과방을 과장(果掌), 각 열매를 과지(果指)라고 하며, 식용 품종은 길이가 6-20cm이고 지름이 2.5cm 정도이지만, 요리용 품종은 길이가 30cm이고 지름이 7cm에 달하는 것도 있다. 과지의 수는 20-3,000, 열매의 색은 담황에서 갈적색까지 있으며, 향기나 맛이 농담의 변이에 따라 크게 달라진다. 열매를 맺으면 위경은 죽고, 새로운 위경이 자란다.

## 이용
수출용은 완전히 익기 전에 열매를 수확하여 약액으로 세정한 뒤 출하된다. 수입된 덜 익은 열매는 추숙실에 넣어 16.7-20°C의 온도에서 1-2일 지나게 하여 호흡을 높이고, 과육의 당화와 과피의 황화를 촉진한다. 촉진이 끝나면 거꾸로 냉각처리를 해서 더 이상 익는 것을 방지한다. 바나나 열매는 탄수화물(22.6%), 비타민 B1·B2·C 외에 카로틴을 함유하고 있으며, 또 철·칼슘 등의 무기질도 들어 있다. 생열매 100g은 87Cal의 열량을 가지고 있다. 생식 외에 샐러드·과자 재료로 사용되며, 위스키·과실주·알코올 원료에도 쓰인다. 말린 열매는 과자, 삶은 음식용으로도 쓰인다. 요리용 바나나는 가열처리를 해서 먹는 것으로 껍질째 찌거나 굽고, 껍질을 벗겨서 토스트에 넣거나 끓여 먹는 등 용도가 넓다. 아직 덜 자란 수꽃부분은 야채로서 널리 이용된다. 잎은 포장에 이용되고, 위경에서는 섬유를 뽑아내며, 위경이나 땅속줄기에서는 즙을 내어 위장약으로 쓴다.

## 재배
뉴기니에서 인도차이나반도에 이르는 지역에서는 오랜 재배 역사를 가진다. 처음에 야생의 무사 아쿠미나타(AA)에서 단위결과성이 있는 계통이 선발되고, 이어서 수분 수정을 해도 종자가 발육하지 않는 종자불임성이 있는 계통이 선발되어 완전한 종자 없는 바나나가 생성되었다. 이 종의 바나나 확산과 함께 무사 발비시아나(BB)와의 잡종과, 3배성·4배성 바나나가 생기고 이용지역도 동서로 넓어졌다. 오늘날에는 아열대와 열대의 가장 일반적인 과수로서 세계적으로 생산·소비된다. 기온 10°C 이상의 지방에서, 부석질이 풍부하고 배수가 잘되는 토양에 적합하다. 번식은 분얼눈(줄기 밑 마디에서 나오는 눈)으로 하는데, 오늘날에는 성장점배양법에 의한 무병번식묘가 이용되고 있다. 아주심기는 2.5-3m 사방에 한 그루로 한다. 심은 뒤 1년이면 개화·결실이 시작된다.